# Andorf
Andorf je městys v rakouské spolkové zemi Horní Rakousy, v okrese Schärding.
V roce 2012 zde žilo 5 061 obyvatel.